# اعتداءات حدثت في محرم
الأعمال الإرهابية أثناء إحياء محرم تشير إلى الأعمال الإرهابية مثل القتل والاعتداء والنهب وغيرها مُستهدفة مُحيي ذكرى استشهاد الحسين بن علي في شهري محرم وصفر. إحياء محرم هو مناسبة مهمة في الشيعية، يتعلق بإحياء مُصاب الحسين وأنصاره في معركة كربلاء وأسر نساء آل البيت وأسرة الحسين إلی الشام، فيبدأ الإحياء من بداية شهر محرم في التقويم الهجري، يصاحب الإحياء إقامة الشعائر الحسينية غالبا في الحسينيات. كذلك زيارة الأربعين من المناسبات المهمة لدى الشيعة حيث يذهب حشود كبيرة منهم من أنحاء العالم إلى كربلاء سيراً على الأقدام لزيارة الحسين بن علي. قد تواجهه مراسيم إحياء لهذه المناسبات عمليات إرهابية تشمل هجمات انتحارية وتفجيرات واعتداءات مسلحة وغيرها من قبل بعض الجماعات المسلحة المتطرفة المخالفة للتشيع مثل تنظيم القاعدة وداعش.

## 2007 م

### تفجير الحلة
في 6 مارس عام 2007 فجر نتحاريان يرتديان حزامين ناسفين نفسيهما على تجمع من الناس في مدينة الحلة كبرى مدن العراق الواقعة في الجنوب من مدينة بغداد أدى إلى مقتل مايقارب 200 قتيل واصابة أكثر 250 أخرين جميعهم من المسلمين الشيعة أثناء الأحتفالية الدينية في محافظة بابل.

## 2010 م

### تفجيرات تشابهار الانتحارية
تم تنفيذ تفجيرات تشابهار الانتحارية في 14 ديسمبر 2010 مـ، الموافق لليلة التاسع من المحرم من قبل اثنين من الانتحاريين الذين فجروا أنفسهم في موكب حداد شيعي مزدحم في مدينة تشابهار الإيرانية الساحلية خارج مسجد الإمام حسين. وقعت التفجيرات يوم تاسوعاء، عندما تجمع المسلمون الشيعة هناك لإحياء ذكرى استشهاد الحسين بن علي حفيد الرسول محمد من خليفته الإمام علي بن أبي طالب وابنته فاطمة. وأسفرت التفجيرات عن مقتل ما لا يقل عن 32 وجرح 95 شخصًا. وفقًا لتقرير نشر على موقع العربية، ادعت جماعة جند الله، جماعة متمردة سنية، مسؤوليتها عن الهجمات.

## 2011 م

### هجمات يناير 2011 في العراق
سلسلة من التفجيرات حدثت في 24 يناير 2011 في بغداد وكربلاء، ما نتج عن مقتل ما يقل عن 27 شخص وإصابة 78 آخرين. انفجاران حدثا على جوانب الطرق، في العاصمة العراقية بغداد، الانفجار الأول قتل اثنان من ضمنهم لواء عراقي. التفجير تسبب في إصابة ثمانية على الأقل. في كربلاء، حيث أحيا الشيعة ليلة الأربعين، فُجِّرَت سيارتين يفصل بين الانفجارين بضع ساعات. الانفجار الأول اُستهدِف فيه محطة للحافلات في شرق كربلاء قُتِلَ فيه سبعة أشخاص، وتسبب في إصابة ضعف هذا العدد. بينما الانفجار الثاني حدث في جنوب كربلاء وازهق 18 روحاً.
هذه الهجمات جاءت بعد أسبوع من الهجمات الانتحارية العراقية 2011 يناير التي قتلت ما لا يقل عن 133 شخص من ضمنهم 56 في كربلاء. التفجيرات تمت بالقرب من موقع التفجيرات التي حدثت يوم 20 يناير، وحينها تم القاء اللوم على تأجيل تسمية الدفاع العراقي وكذلك وزراء الداخلية.
على الأقل 15 شخص قتل
في واقعة الغالبية، الانتحاري قتل شخصين وأصاب 15 من مسيرة شيعية تتحرك من بغداد إلى كربلاء. على الأقل 56 شخص قتل بعد تفجيرين حدثا في كربلاء خلال إحياء الشيعة لذكرى الأربعين. وفي بعقوبة، ثلاثة آخرون قتلوا في تفجير انتحاري آخر.

## 2012 م

### تفجير البطحاء
تفجير البطحاء كان تفجيرا انتحاريا بواسطة حزام ناسف في منطقة البطحاء في الناصرية في العراق حدث يوم 5 يناير 2012 واستهدف زائرين شيعة متوجهين سيراً على الاقدام إلى كربلاء والمواكب التي تقدم لهم الطعام والشراب خلال ذكرى الاربعين. أدّى الهجوم إلى مقتل ما يقارب 41 شخصاً وإصابة 72 أخرين بجروح. في وقت لاحق أعلن تنظيم القاعدة في العراق مسؤوليته عن التفجير.

### تفجير البصرة
في 14 يناير 2012 استهدفت جماعات مسلحة بواسطة عبوة ناسفة المسلمين الشيعة الذين كانوا مجتمعين بمناسبة الأربعينية، أسفر التفجير عن مقتل 53 شخصا على الاقل وأكثر من 130 جريح.

### تفجيرات أخری
- تفجير خطوة علي كان تفجيرا استهدف الزائرين في منطقة خطوة علي في محافظة البصرة بتاريخ 14 يناير 2012 قتل وأصيب على إثره 132 شخص.[14]
- انفجار سيارة مفخخة في ناحية الكفل في محافظة بابل بتاريخ 12 يناير 2012 أصيب على إثره 6 من الزائرين.[15]
- انفجار عبوة ناسفة في اللطيفية في بغداد بتاريخ 12 يناير 2012 أصيب على إثره 3 زائرين.[16]

## 2014 م

### الاعتداء المُسلَّح في الدالوة
في 3 نوڤمبر 2014 المُوافق لليلة العاشر من مُحرَّم قام أشخاص مُلثَّمون بإطلاق النار على أشخاص في حسينية المصطفى في قرية الدالوة في الأحساء مما نتج عن مُقتل سبعة أشخاص وإصابة سبعة، وفي أثناء البحث عن المُتورِّطين قُتل اثنين من رجال الأمن واثنين من المطلوبين.
كشفت وزارة الداخلية السعودية في 8 نوڤمبر 2014 عن إلقاء القبض على 33 شخصًا من عناصر الخلية الإرهابية التي قامت بالعملية.
أدان عدد كبير من المشايخ العملية الإرهابية أمثال مُفتي السعودية الشيخ عبد العزيز آل الشيخ والمرجع الديني السيد علي السيستاني. كما أدانت الناطقة باسم وزارة الخارجية الإيرانية الهجوم، طالبة من الحكومة السعودية «ضمان امن مراسم الاحياء الدينية وكشف ومعاقبة المسؤولين عن هذا العمل الإرهابي.»

## 2015 م

### الاعتداء المُسلَّح في سيهات في القطيف
في 2 محرم 1437 هـ الموافق 16 أكتوبر 2015، قام أحد المُنتمين لتنظيم داعش بإطلاق النار على مصلِّين بعد خروجهم من حسينية الحيدرية في سيهات في محافظة القطيف السعودية بواسطة سلاح رشاش، مما أدى لمقتل 5 أشخاص بينهم طالبة طب، وإصابة 9 آخرين. تبنَّى تنظيم داعش الهجوم وقال أن مُنفِّذ العمليَّة هو شخص يُدعى شجاع الدوسري. قُتل الإرهابي بعد تبادل إطلاق نار مع قوات الأمن السعودية، بينما قُبض على اثنين يُشتبه بتورطهما بالعملية.
لم تؤثر الحادثة على إحياء محرم، وقال أحد أفراد عائلة الشهيدة بُثينة، أن عائلتها «فخورة باستشهاد ابنتها فداء لدينها»، وأنها كانت «على وشك أن تُصبح طبيبة، لكنها ماتت شهيدة، وهذا أفضل».

## 2016 م

### تفجيرات الشعلة
أستهدف تفجير إرهابي مدينة الشعلة غربي بغداد في 25 فبراير 2016 أدى إلى مقتل 12 شخص واصابة 20 أخرين حيث فجر انتحاري يرتدي حزام ناسف في حسينية الرسول الأعظم في الجانب الشرقي للمدينة. وأعلن تنظيم داعش مسؤوليته عن التفجير في بيان له على الأنترنت.

### تفجير الشوملي
تفجير الشوملي كان تفجيراً إرهابيا أستهدف إحدى المحطات الوقود في منطقة الشوملي القريبة من مدينة الحلة في 24 نوفمبر 2016، أعلن تنظيم داعش مسؤوليته عن التفجير الأنتحاري. وكان عدد القتلى وصل في هذا التفجير إلى 100 شخصًا و50 جريحًا.